# Alfons Cervera
Alfons Cervera (* 1947 in Gestalgar, Valencia) ist ein spanischer Autor, der in kastilischer und valencianischer Sprache schreibt.

## Werk
Seit Ende der 1990er Jahre konzentriert sich Cervera in seinem Œuvre auf die Wiedergewinnung der historischen Erinnerung an den Spanischen Bürgerkrieg.
In seinen letzten Romanen beschreibt er einen Teil der Geschichte Spaniens, aus der Perspektive der Verlierer des Krieges. Es sind Stimmen, die die moralische Überlegenheit derjenigen widerspiegeln, die während des Franco-Regimes unterdrückt, danach durch den politischen Pakt der spanischen Transformation zur Demokratie vergessen, und seit Ende des 20. Jahrhunderts teilweise rehabilitiert wurden.
In den 1980er Jahren arbeitete er als Journalist für die Radiosender Radio 3 und Radio 9, als auch für die Zeitungen Levante-EMV und Cartelera Turia, wo er die Meinungskolumnen (mit Vorliebe für soziale Themen) und Kulturkritiken (hauptsächlich Literatur- und Musikkritik) verfasste.
Einige seiner Romane sind ins Französische und ins Deutsche übersetzt worden.

## Romane
- De vampiros y otros asuntos amorosos (1984)
- Fragmentos de abril (1985)
- La ciudad oscura (1987)
- Nunca conocí un corazón tan solitario (1987)
- El domador de leones (1989)
- Nos veremos en París, seguramente (1993)
- El color del crepúsculo (1995)
- Els paradisos artificials (1995)
- Maquis (1997)
- La noche inmóvil (1999)
- La risa del idiota (2000)
- L'home mort (2001)
- El hombre muerto (2002)
- La sombra del cielo (2003)
- Aquel invierno (2005) (auf Deutsch: Die Farben der Angst, aus dem Spanischen von  Erich Hackl, Bahoe Books, Wien 2020)
- La lentitud del espía (2007)
- Esas vidas (2009)
- Tantas lágrimas han corrido desde entonces (2012)
- Las voces fugitivas (2013)
- Todo lejos (2014)
- La noche en que los Beatles llegaron a Barcelona (2018)

## Gedichte
- Canción para Chose (1985)
- Francia (1986)
- Hyde park blues (1987)
- Sessió contínua (1987)
- Los cuerpos del delito (2003)